# Mandebod
Mandebod kaldtes i ældre dansk ret den bod, som i tilfælde af drab af drabsmanden og hans frænder betaltes til den dræbtes slægt.
Mandebod kunne kræves udredet ved ethvert drab, også ved drab begået af våde eller i nødværge, men det var ingenlunde således, at manddræberen altid havde adgang til at slippe med bod. Mens mandebodens størrelse både efter tysk og nordisk ret ellers steg og faldt efter den samfundsklasse, den dræbte tilhørte, fordi mandebod repræsenterede hans "værdi", herskede der i Danmark i denne retning en mærkelig lighed, idet mandebod var den samme for alle fri mænd; oprindeligt var der dog kun halv mandebod for drab på frigivne trælle, men også den forskel forsvandt med tiden. Det var dog almindeligt, at der ved siden af mandebod ydedes en overbod (gør-sum), og denne voksede sædvanlig med den dræbtes anseelse.
Mandebod var i de forskellige retsområder af forskellig størrelse: i Skåne og Sjælland 15 mark sølv, i Jylland og Fyn 3 gange 18 mark penge eller 18 mark sølv; den sidstnævnte regel kom senere til at gælde for hele riget, Reces af 1537, Danske Lov 6—6—11. De nævnte satser havde dog kun fuld betydning, hvor der som ved vådesdrab tilkom manddræberen en ret til at sone drabet ved bod. Ellers angav de kun grænsen for, hvad der under trussel om fredløshed kunne afkræves drabsmanden, mens de ikke udelukkede, at den dræbtes slægt som betingelse for at indgå forlig stillede videregående krav.
Mandebod skulle udredes i 3 terminer med 4 måneders mellemrum, hver gang med 1/3, eller, som den hed, sal. Første sal skulle drabsmanden selv betale, men til dækning af de resterende 2/3 kunne han kræve bidrag (stud) hos sine frænder, nemlig; hos fædrenefrænder til den ene og hos mødrenefrænder til den anden tredjedel. Bestræbelserne for at få disse slægtsbidrag afskaffede, så at mandebod helt kom til at hvile på drabsmanden, mislykkedes i lang tid, og endnu i Reces 1537 Art. 7 klages der over, at manddræberens uskyldige slægt, ja endog barnet i vuggen måtte give penge til mandebod. Først Danske Lov gennemfører endelig den ordning, at mandebod udredes af manddræberen alene.
Mandebod fordeltes med 1/3 af hver sal til den dræbtes nærmeste slægtning, den såkaldte eftermålsmand (i Sjælland tilfaldt denne tredjedel dog arvingerne i forening), 1/3 til hans fædrene og 1/3 til hans mødrene frænder. Når alt var betalt, måtte den dræbtes slægt aflægge trygded, hvorved den lovede ikke at tage hævn, men kunne forinden forlange, at drabsmanden og hans slægt aflagde jævnets ed på, at de ville have taget mod samme bod, om de havde været i modpartiets sted.
Ifølge Danske Lov blev der kun spørgsmål om mandebod i nogle særlige tilfælde, men udtrykkelig ophævedes bestemmelserne om den først ved straffeloven af 10. februar 1866 §§308 og 300. Samme lovs § 302, hvorefter den, der på strafbar måde dræber en anden, kan tilpligtes at give visse nærpaarørende en erstatning for tab af forsørger, har nogen lighed med mandebod.